# Michael Fuentes
Michael Andrés Fuentes Vadulli (ur. 27 maja 1998 w Iquique) – chilijski piłkarz występujący na pozycji lewego skrzydłowego, od 2021 roku zawodnik Audax Italiano.